# Angareia
Une angareia (en grec byzantin ἀγγαρεία / angareía) (pluriel : angareiai) est dans l'Empire byzantin une corvée due à l'État, puis éventuellement au propriétaire du domaine en cas de dévolution des revenus fiscaux en sa faveur.
Selon Eustathe de Thessalonique, le terme serait d'origine perse. Il est en usage dans l'administration fiscale dès l'Empire romain.
Dans le cas des corvées privées, elle consiste souvent en douze ou quatorze jours de travail par an, et peut être utilisé pour le labour de la « réserve » domaniale.
Dans le cas des corvées d'État, elle est souvent utilisée pour le compte du service du Drome, sous la forme de diverses corvées spéciales telles que l'odostrôsia ou la kastroktisia, et désigne plus généralement toute forme de travail réquisitionné. Ce service peut être racheté par le versement d'une somme en numéraire, selon le principe de l’adaeratio.